# Bisancora pastina
Bisancora pastina är en bäcksländeart som först beskrevs av Jewett 1962.  Bisancora pastina ingår i släktet Bisancora och familjen blekbäcksländor. Inga underarter finns listade i Catalogue of Life.